# ブレンターノ学派
ブレンターノ学派(School of Brentano)はフランツ・ブレンターノを中心に、ブレンターノに指導を受けた、あるいは影響を受けた哲学者と心理学者のことで、おもにオーストリアを中心として活躍した。とくにエトムント・フッサール、アレクシウス・マイノングがよく知られている。

## 概略
ブレンターノは講義、会話、私的な関係を通して多くの研究者に影響を与えた。その影響された人々（ベルリン学派や現象学、グラーツ学派など）を総称してブレンターノ学派とするものの、包括的な学派として行動したことはないとされる。
ヴュルツブルク大学時代(1866–1873)の学生にはカール・シュトゥンプとアントン・マーティがいる。この時代のブレンターノの関心は心理学にあり、シュトゥンプの門下からゲシュタルト心理学が生まれた。
ウィーン大学(1874)時代のブレンターノの講義はとても人気で、 マイノング, Alois Höfler,、フォン・エーレンフェルスらが講義を聴いていた。 そのほかフッサールやトヴァルドフスキなどがこの時代に薫陶を受けている。

## 中心的なメンバー
- カール・シュトゥンプ  学生に現象学者のアロン・ギュルヴィッチがいる。またベルリン大学で実験心理学（ベルリン学派）を教えた。そのなかには心理学者の マックス・ウェルトハイマー, クルト・コフカ, ヴォルフガング・ケーラーがいる.
- エトムント・フッサール 現象学運動の中心者:
  - Munich phenomenology (Johannes Daubert, アドルフ・ライナッハ)
  - existential phenomenology (ジャン＝ポール・サルトル, モーリス・メルロー＝ポンティ 、マルティン・ハイデッガー)
- アレクシウス・マイノング グラーツ学派を率いた, Stephan Witasek, Alois Höfler, Vittorio Benussi
- クリスチャン・フォン・エーレンフェルス,  ゲシュタルト（形態）というアイデアを提示し, ゲシュタルト心理学の確立に寄与した
- カジミェシュ・トヴァルドフスキ ルヴフ＝ワルシャワ学派を率いた 。教え子にヤン・ウカシェヴィチ、スタニスワフ・レシニェフスキ、タデウシュ・コタルビンスキ、ローマン・インガルデン、アルフレッド・タルスキなどがいる
- アントン・マーティ (Würzburg, 1866–1870), developed a detailed theory of language with his disciple Karl Bühler, which influenced Reinach (who developed a theory of speech acts long before John Austin), whose lectures were attended by Franz Kafka[1]
- ジグムント・フロイト,  精神分析学をはじめた

Other students were:
- en:Alois Höfler
- en:Benno Kerry
- en:Tomáš Masaryk
- en:Rudolf Steiner

Scholars such as Roderick Chisholm, George Edward Moore, Gilbert Ryle, John Searle, Barry Smith, Kevin Mulligan, Peter Simons and Jan Woleński have propagated Brentano's influence to analytic philosophy through their research, editions and publications.
Through the works and teachings of his pupils the philosophy of Franz Brentano has been spread far and wide and indirectly influenced many if not most of the debates in contemporary philosophy, cognitive science and philosophy of mind.